# جوایز تلویزیونی منتخب منتقدان
جوایز تلویزیونی منتخب منتقدان (انگلیسی: Critics' Choice Television Award) جوایزی هستند که هر ساله توسط انجمن منتخب منتقدان اعطا می‌شود. این جایزه در سال ۲۰۱۱ بنیان نهاده شد و اولین مراسم در ۲۰ ژوئن ۲۰۱۱ به‌طور زنده در وی‌اچ‌وان پخش شد. (سایت کانال وی‌اچ‌وان) چهارمین مراسم به صورت زنده و برای اولین بار از کانال تلویزیونی سی‌دابلیو پخش شد (۱۹ ژوئن ۲۰۱۴). در اکتبر ۲۰۱۴، شبکه ای‌اندئی حق انحصاری پخش این مراسم و مراسم جوایز فیلم را برای سال‌های ۲۰۱۵ و ۲۰۱۶ دریافت کرد.